# سوفی مانرهیم
سوفی مانرهِـیم (فنلاندی: Sophie Mannerheim؛ ‏ ۲۱ دسامبر ۱۸۶۳ – ۹ ژانویهٔ ۱۹۲۸) پرستار مشهور اهل فنلاند بود. او پایه‌گذار پرستاری مدرن در کشور فنلاند و خواهر رئیس‌جمهور پیشین فنلاند کارل گوستاو امیل مانرهیم بود.
سوفی پس از جدا شدن از همسرش در سال ۱۹۰۲ میلادی، در رشتهٔ پرستاری در مدرسه عالی پرستاری و مامایی فلورانس نایتینگل در «بیمارستان سن توماس» در لندن تحصیل کرد. وی سرپرستار «بیمارستان جراحی هلسینکی» و به مدت ۲۴ سال، رئیس «انجمن پرستاران فنلاند» بود. او به سبب مشارکت‌های بین‌المللی‌اش به ریاست شورای بین‌المللی پرستاران (ICN) انتخاب شد.